# ヤスナ
ヤスナ（Yasna、[ˈjʌsnə];）は、ゾロアスター教における崇拝行為を意味するアヴェスター語。また、ヤスナの儀式の間に唱和された言葉が収録されている、アヴェスターの章名も『ヤスナ』という。

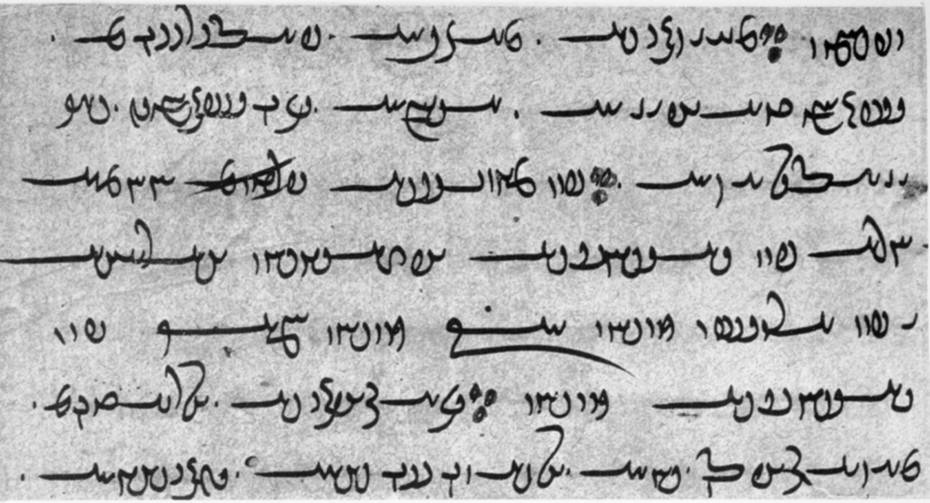
『ヤスナ』 28.1